# Zyprischer Fußballpokal 1973/74
Der Zyprische Fußballpokal 1973/74 war die 32. Austragung des zyprischen Pokalwettbewerbs. Er wurde vom zyprischen Fußballverband ausgetragen. Das Finale fand am 23. Juni 1974 im GSP-Stadion von Nikosia statt.
Pokalsieger wurde Omonia Nikosia. Das Team setzte sich im Finale gegen Enosis Neon Paralimni durch. Da Omonia auch die Meisterschaft gewann, qualifizierte sich der unterlegene Pokalfinalist für den Europapokal der Pokalsieger 1974/75. Paralimni trat jedoch wegen des Zypernkonflikts nicht an.
Bis auf das Finale wurden alle Begegnungen in Hin- und Rückspiel ausgetragen. Bei Torgleichheit entschied zunächst die Anzahl der auswärts erzielten Tore, danach eine Verlängerung und schließlich das Elfmeterschießen.

## Teilnehmer
| First Division (14) | First Division (14) | Second Division (14) | Second Division (14) | Third Division (12)                                                                                        | Third Division (12)                                                                                 |
| --- | --- | --- | --- | --- | --------------------------------------------------------------------------------------------------- |
| - Alki Larnaka - AEL Limassol - Anorthosis Famagusta - Apollon Limassol - APOP Paphos - Aris Limassol - Digenis Akritas Morphou | - Enosis Neon Paralimni - EPA Larnaka - Evagoras Paphos - Nea Salamis Famagusta - Olympiakos Nikosia - Omonia Nikosia - Pezoporikos Larnaka | - AEM Morphou - ASIL Lysi - Chalkanoras Idaliou - ENAD Ayiou Dometiou - Ethnikos Achnas - Ethnikos Asteras Limassol - Ethnikos Assia | - Keravnos Strovolou - Neos Aionas Trikomou - Omonia Aradippou - Orfeas Nikosia - Othellos Athienou - PAEEK Kyrenia - Panthenon Zodeia | - Achilleas Kaimakli - AEK Famagusta - AEK Karava - AEK Kythreas - Akritas Chlorakas - Anagennisi Deryneia | - ASOB Vatili - Iraklis Gerolakkou - Doxa Katokopia - LALL Lysi - Ermis Aradippou - Faros Akropolis |

## Vorrunde
In dieser Runde spielten vier Teams der Second Division und zwölf Teams der Third Division.
|                     | Gesamt |                           | Hinspiel | Rückspiel |
| ------------------- | ------ | ------------------------- | -------- | --------- |
| Akritas Chlorakas   | 1:2    | Faros Akropolis           | 1:0      | 0:2       |
| Achilleas Kaimakli  | 2:4    | Doxa Katokopia            | 2:2      | 0:2       |
| Anagennisi Deryneia | 3:2    | AEK Famagusta             | 1:0      | 2:2       |
| Ermis Aradippou     | 3:0    | Panthenon Zodeia          | 1:0      | 2:0       |
| Iraklis Gerolakkou  | 1:0    | ASOB Vatili               | 0:0      | 1:0       |
| AEK Karava          | 4:0    | ENAD Ayiou Dometiou       | 2:0      | 2:0       |
| AEK Karava          | 3:4    | Ethnikos Asteras Limassol | 1:0      | 2:4       |
| Orfeas Nikosia      | 3:1    | LALL Lysi                 | 1:0      | 2:1       |

## 1. Runde
In dieser Runde stiegen die 14 Teams der First Division und weitere 10 Teams der Second Division ein.
|                         | Gesamt |                           | Hinspiel | Rückspiel |
| ----------------------- | ------ | ------------------------- | -------- | --------- |
| Alki Larnaka            | 8:0    | Orfeas Nikosia            | 4:0      | 4:0       |
| APOP Paphos             | 12:00  | Ethnikos Asteras Limassol | 10:00    | 2:0       |
| Omonia Aradippou        | 1:3    | Keravnos Strovolou        | 0:0      | 1:3       |
| Aris Limassol           | 6:0    | Ermis Aradippou           | 3:0      | 3:0       |
| ASIL Lysi               | 3:0    | AEM Morphou               | 2:0      | 1:0       |
| Ethnikos Assia          | 3:4    | Olympiakos Nikosia        | 2:1      | 1:3       |
| Ethnikos Achnas         | 1:5    | AEL Limassol              | 1:1      | 0:4       |
| Anagennisi Deryneia     | 0:7    | Apollon Limassol          | 0:3      | 0:4       |
| Digenis Akritas Morphou | 6:0    | AEK Karava                | 2:0      | 4:0       |
| Doxa Katokopia          | 1:9    | Anorthosis Famagusta      | 0:3      | 1:6       |
| Iraklis Gerolakkou      | 0:7    | EPA Larnaka               | 0:3      | 0:4       |
| Omonia Nikosia          | 7:1    | Neos Aionas Trikomou      | 2:1      | 5:0       |
| PAEEK Kyrenia           | 2:4    | Evagoras Paphos           | 2:1      | 0:3       |
| Enosis Neon Paralimni   | 7:2    | Faros Akropolis           | 3:0      | 4:2       |
| Pezoporikos Larnaka     | 2:1    | Othellos Athienou         | 1:0      | 1:1       |
| Chalkanoras Idaliou     | 1:4    | Nea Salamis Famagusta     | 0:1      | 1:3       |

## 2. Runde
|                         | Gesamt    |                       | Hinspiel | Rückspiel |
| ----------------------- | --------- | --------------------- | -------- | --------- |
| AEL Limassol            | 2:3       | ASIL Lysi             | 1:1      | 1:2       |
| APOP Paphos             | 1:7       | Olympiakos Nikosia    | 1:1      | 0:6       |
| Aris Limassol           | 3:4       | Omonia Nikosia        | 1:2      | 2:2       |
| Digenis Akritas Morphou | 1:2       | Apollon Limassol      | 0:0      | 1:2       |
| EPA Larnaka             | (a)1:1(a) | Enosis Neon Paralimni | 1:1      | 0:0       |
| Evagoras Paphos         | 00:10     | Anorthosis Famagusta  | 0:3      | 0:7       |
| Keravnos Strovolou      | 00:11     | Pezoporikos Larnaka   | 0:6      | 0:5       |
| Nea Salamis Famagusta   | 1:3       | Alki Larnaka          | 1:0      | 0:3       |

## Viertelfinale
|                       | Gesamt |                     | Hinspiel | Rückspiel |
| --------------------- | ------ | ------------------- | -------- | --------- |
| Anorthosis Famagusta  | 3:0    | Alki Larnaka        | 2:0      | 1:0       |
| Apollon Limassol      | 4:2    | Pezoporikos Larnaka | 4:1      | 0:1       |
| Omonia Nikosia        | 3:1    | Olympiakos Nikosia  | 0:1      | 3:0       |
| Enosis Neon Paralimni | 6:2    | ASIL Lysi           | 5:0      | 1:2       |

## Halbfinale
|                  | Gesamt |                       | Hinspiel | Rückspiel |
| ---------------- | ------ | --------------------- | -------- | --------- |
| Apollon Limassol | 3:5    | Enosis Neon Paralimni | 3:5      | 0:0       |
| Omonia Nikosia   | 5:3    | Anorthosis Famagusta  | 4:1      | 1:2       |

## Finale
| Paarung               | Omonia Nikosia – Enosis Neon Paralimni |
| Ergebnis              | 2:0 (0:0) |
| Datum                 | 23. Juni 1974 |
| Stadion               | GSP-Stadion, Nikosia |
| Tore                  | 1:0 Vasos Kartabis (49.) 2:0 Sotiris Kaiafas (75.) |
| Omonia Nikosia        | Dimos Eleftheriadis – Antonakis Tsaklis, Charalampos Kontogiorgis, Pepis Iakovou (83. Loukas) – Mocanu, Vasos Kartabis, Andros Savva, Nikos Siakolas – Sotiris Kaiafas, Nikos Charalambous, Panikos Mouskos (46. Fratila). |
| Enosis Neon Paralimni | Demos Constantinou – Emilios Mavroudis, Loukas Papaloukas, Kizas – Giorgos Forsos, Sialis, Andreas Konstantinou, Giannakis – Giannis Mertakkas (78. Kourris), Dimitris Koudas, Kyriakos Tsoukkas (58. Giorgos Vlittis).    |